# Piscina de los Arcos

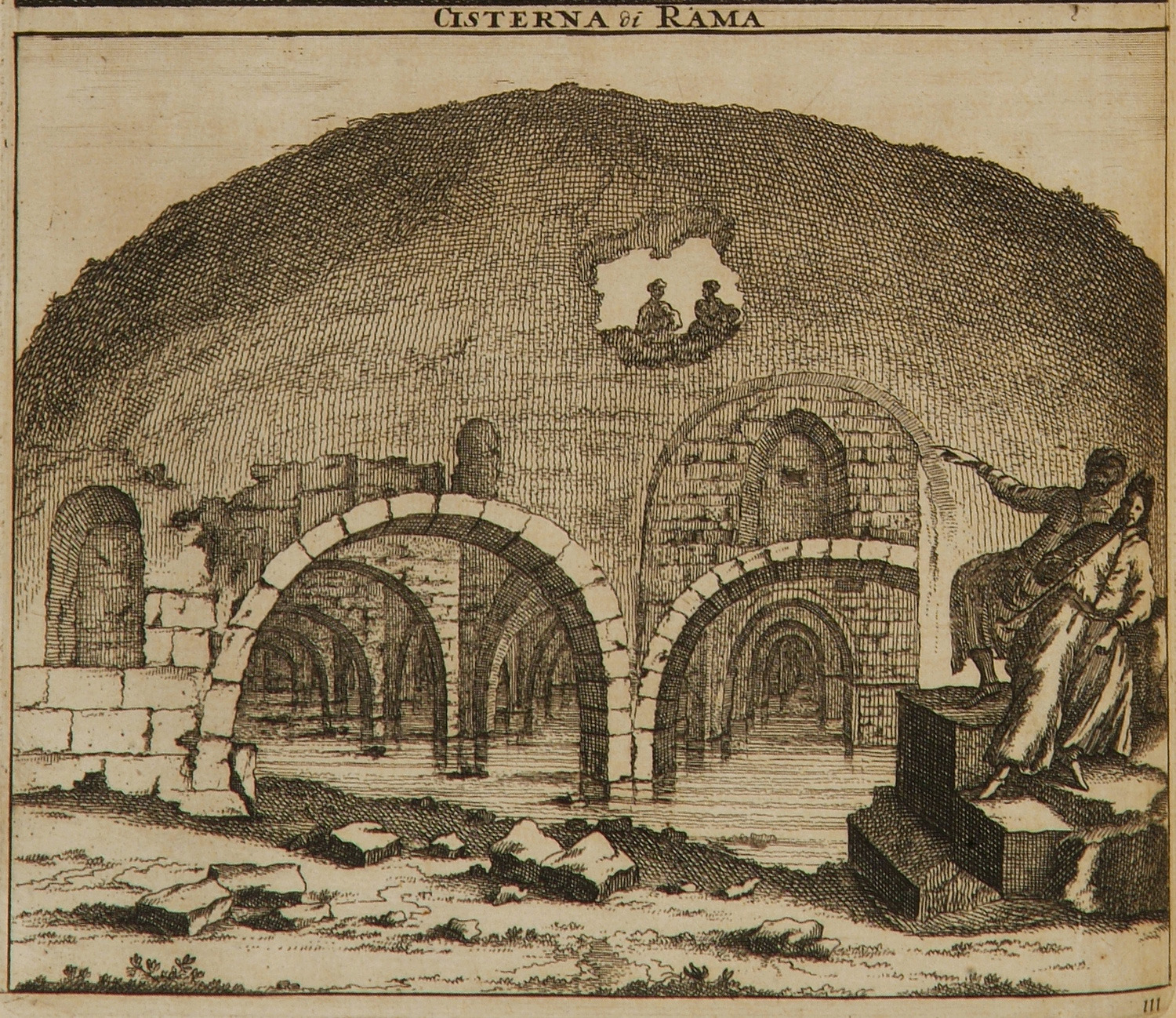
La piscina de los Arcos en una pintura del holandés Cornelis de Bruyne, que visitó el lugar alrededor de 1680

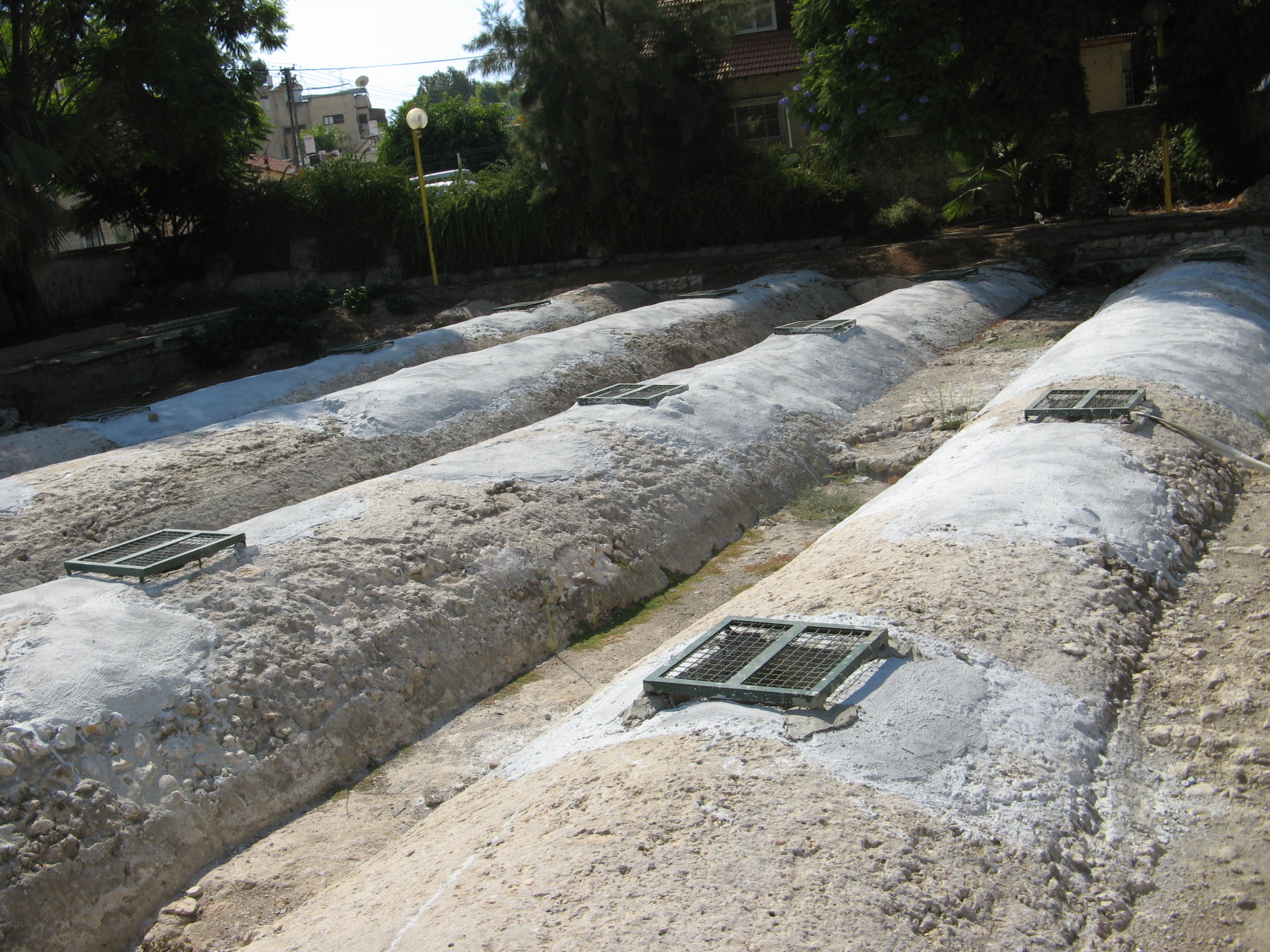
Techo de la piscina

La Piscina de los Arcos (en hebreo: בריכת הקשתות, brejat hakshatot) es una piscina subterránea para almacenamiento de agua, en la ciudad de Ramla, Israel. Es parte de los depósitos de agua construidos durante el Califato abasí. También conocida como Piscina de las Cabras, Piscina de la Hija Infiel y Piscina de Santa Helena. El nombre Piscina de los Arcos se usó por primera vez en 1961, cuando el sitio fue inaugurado para visitas turísticas. Hoy en día la piscina es una atracción turística, donde se puede alquilar un bote y navegar.   

## Datación
Según la inscripción en árabe que se encuentra a la entrada, la construcción de la piscina se completó en el año 789. Gracias a la inscripción, es la única estructura en Israel que se puede datar con total certeza al período abasí, y más específicamente al período del quinto Califa de esta dinastía, Harun a-Rashid (763-809), más conocido como personaje en Las Mil y Una Noches.

## Descripción
El área de la piscina es de unos 430 m², su techo tiene nueve metros de altura y la profundidad del agua es de un metro. En total el volumen de agua es de 5700 metros cúbicos, similar al volumen total de los otros tres depósitos de agua de la ciudad, cercanos a la Mezquita Blanca, que en conjunto contienen unos 6.000 metros cúbicos. La iluminación de la piscina procede de las aberturas en su techo, que también se utilizaron para bajar baldes y extraer el agua.
El techo es sostenido por tres hileras de columnas, de cinco columnas cada una. Entre cada par de columnas hay un arco de soporte. Es un precedente del uso del arco apuntado, adoptado más adelante por los cruzados, que lo llevaron a Europa, donde continuó evolucionando hasta el arco gótico a finales del siglo XII. La firmeza de la estructura le permitió resistir los numerosos terremotos que azotaron Ramla, algunos de los cuales destruyeron la ciudad.
Hoy en día la piscina recolecta agua de lluvia, pero en el pasado recibía agua de manantiales de la zona de Tel Gezer, que se transportaba a través de un acueducto. El acueducto fue descubierto durante las excavaciones a raíz de la construcción de la Ruta 6. 

## Nombres
- Piscina de los Arcos, recibe su nombre de los impresionantes arcos y bóvedas que sostienen el techo del edificio.
- Piscina de las cabras, del árabe: Bir al-Aziza.
- Piscina de la Hija Infiel, debe su nombre a una leyenda sobre una mujer generosa que cavó la piscina para los sedientos residentes de la ciudad, y al terminar de construirla le dijo a Alá que no fue él quien había dado agua a la ciudad sino ella. Ante estas palabras de herejía, el agua del estanque se estremeció y la ahogó.
- Piscina de Santa Elena, en honor a Helena, madre del emperador Constantino, quien legalizó el cristianismo en el Imperio Romano.